# Syngnathus abaster
Syngnathus abaster é uma espécie de peixe da família Syngnathidae.
Pode ser encontrada nos seguintes países: Albania, Argélia, Bulgária, Croácia, Chipre, Egipto, França, Grécia, Israel, Itália, Libano, Líbia, Malta, Marrocos, Arábia Saudita, Sérvia e Montenegro, Eslovénia, Espanha, Portugal, Sudão, Síria, Tunísia, Turquia e Turquemenistão.